# Gervatius Uri Khob
Gervatius Uri Khob (ur. 3 kwietnia 1972) – namibijski piłkarz grający na pozycji napastnika.

## Kariera klubowa
Przez całą swoją karierę piłkarską Uri Khob grał w klubie Chief Santos z miasta Tsumeb. Zadebiutował w nim w 1990 roku i grał w nim do 2005 roku. W sezonach 1993 i 2003 wywalczył z nim dwa mistrzostwa Namibii. Zdobył też cztery Puchary Namibii w sezonach 1991, 1998, 1999 i 2000.

## Kariera reprezentacyjna
W reprezentacji Namibii Uri Khob zadebiutował 25 października 1992 roku w przegranym 0:4 meczu eliminacji do MŚ 1998 z Zambią. W 1998 roku został powołany do kadry na Puchar Narodów Afryki 1998. Rozegrał na nim trzy spotkania: z Wybrzeżem Kości Słoniowej (3:4), z Angolą (3:3) i z Republiką Południowej Afryki (1:4). W meczu z Angolą strzelił dwa gole. W kadrze narodowej grał do 2003 roku. Rozegrał w niej 41 meczów i strzelił 11 goli.